# Daniel Siter
Daniel Siter, slovenski zgodovinar, raziskovalec in publicist, * 1992
Siter je strokovnjak za življenje Adolfa Hitlerja, zgodovino nacizma, nacističnih ujetniških taborišč, Kulturbunda ter okupacijskih meja, druge svetovne vojne in nemške okupacijske politike na Slovenskem. Zaposlen je na mednarodni univerzi Alma Mater Europaea in Mednarodnem raziskovalnem centru druge svetovne vojne Maribor.

## Izobrazba in raziskovalna kariera
Po gimnaziji v Rogaški Slatini je leta 2015 diplomiral na študiju zgodovine in geografije na Filozofski fakulteti v Mariboru. Leta 2019 je na Filozofski fakulteti v Ljubljani magistriral z delom Rogaška Slatina v obdobju nemške okupacije (1941–1945), za katerega je bil predlagan za univerzitetno Prešernovo nagrado. Že v času magisterija je znanstvenoraziskovalno, terensko, izobraževalno in publicistično sodeloval pri štiriletnem raziskovalnem projektu ARRS o okupacijskih oz. državnih mejah v okupirani Sloveniji in se udeležil mednarodne znanstvene konference mladih zgodovinarjev v Canterburyju (2016).
Leta 2020 se je zaposlil kot mladi raziskovalec na Univerzi Alma Mater Europaea – Fakulteti za humanistični študij, Institutum Studiorum Humanitatis (ISH), kjer je kot asistent habilitiran za zgodovinopisje in je član programske skupine Raziskave kulturnih formacij (P6-0278). Med letoma 2021 in 2022 je bil član bilateralnega projektnega sodelovanja med Republiko Slovenijo in Madžarsko. V vlogi zunanjega sodelavca od leta 2022 sodeluje tudi z Mednarodnim raziskovalnim centrom druge svetovne vojne (MRC Maribor), kjer je vodja znanstvenoraziskovalne in publicistične dejavnosti o nacističnem ujetniškem taborišču v Mariboru (Stalag XVIII D), vodilni komandaturi in vsakdanjem življenju v taborišču.
Raziskovalno se ukvarja s sodobno slovensko zgodovino 20. stoletja, primarno zlasti z obdobjem druge svetovne vojne na Slovenskem, kjer proučuje vojaške, družbene, politične, gospodarske, kulturne in vsakdanje sfere dogajanja z njenimi daljnosežnimi posledicami ter predvojni in povojni čas. Pomemben del njegovega znanstvenega opusa izvira iz proučevanja sodobne slovenske krajevne zgodovine. V doktorski disertaciji je raziskoval in dokazal subverzivnost Švabsko-nemške kulturne zveze ter politično in (para)vojaško vlogo njenih članov na Slovenskem v invazijskih pripravah nacistične Nemčije na Kraljevino Jugoslavijo. Velja za poznavalca krajevnih karakteristik in specifik nemške okupacije obmejnega obsotelskega ozemlja.
Dosedanje delo je podkrepil z raziskovanjem v številnih uglednih arhivskih, muzejskih in drugih institucijah doma in v tujini. Njegov opus obsega več kot 130 bibliografskih enot. Je avtor znanstvene monografije (v dveh izdajah v letih 2021 in 2023), znanstvenih člankov, odmevnih zgodovinskih razstav, strokovnih prispevkov, komentarjev in recenzij, vabljenih predavanj in referatov, intervjujev v pogovornih radijskih in televizijskih oddajah ter podkastih. Redno organizira in vodi znanstvene konference z uglednimi mednarodnimi udeležbami ter nastopa (v vlogi moderatorja in predavatelja) na konferencah, simpozijih in okroglih mizah (med drugim je predaval v Johannesburgu, Beogradu, Pragi, Zagrebu, Mariboru, Canterburyju in Metliki). Je soavtor odmevne razstave "Rogaška Slatina kot obmejno mesto Tretjega rajha, 1941–1945" (2018) in samostojni avtor štirih izvirnih razstav o nacističnem taborišču za vojne ujetnike (Moskva, 2024; Maribor, 2022). Nastopa kot osrednji govornik na slavnostnih zgodovinskih prireditvah, proslavah in spominskih slovesnostih. V Žireh je delil uradni protokol z ministrico za kulturo dr. Asto Vrečko. V letu 2024 je gostoval na podkastu AIDEA, kjer je govoril o zgodovini prve polovice 20. stoletja s poudarkom na vzponu Hitlerja in nacizma na oblast ter drugi svetovni vojni.
V decembru 2024 je na Univerzi Alma Mater Europaea - Fakulteti ISH z odliko zagovarjal doktorsko tezo "Subverzivno delovanje Švabsko-nemške kulturne zveze in vloga njenih članov na Slovenskem v letih 1922–1945" in pridobil naziv doktor znanosti.

## Odmevna dela in dosežki
Siter je v letu 2021 kot rezultat štiriletnega raziskovalnega dela v slovenskih in tujih arhivskih, muzejskih in drugih raziskovalnih institucijah izdal odmevno znanstveno monografijo Rogaška Slatina pod kljukastim križem: Zdravilišče med okupacijo 1941–1945, ki predstavlja prvo poglobljeno, sistematično, temeljito, vsebinsko zaokroženo in celostno zgodovinopisno študijo turbulentnega časa štiriletne nacistične okupacije in delovanja okupatorjeve oblasti v Rogaški Slatini v vojnih letih 1941–1945. V slovenskem zgodovinopisju predstavlja pionirsko delo ter najpomembnejšo in najobsežnejšo temeljno referenčno literaturo o nacistični zasedbi Rogaške Slatine ter tukajšnjem raznarodovalnem, ponemčevalnem, represivnem in genocidnem delovanju okupatorjeve oblasti. Znanstveno-metodološko ogrodje sestavlja izjemni nabor primarnih (doslej še neodkritih in javno neobjavljenih) zgodovinskih virov. Raziskava temelji na večletnem minucioznem arhivskem raziskovanju doma in v tujini ter drugih primarnih virih (šolskih kronikah, matičnih knjigah, mikrofilmih, časopisnem in drugem tisku, občutljivi osebni dokumentaciji žrtev okupatorjevega nasilja in ostalih zasebnih zbirkah ter pridobljenih ustnih virih oz. spominskih pričevanj s pomočjo izvajanja obsežnih intervjujev s takrat še živečimi pričami). Izvirni študiji je dodano terensko raziskovalno delo in uporaba LIDAR tehnologije.
Zaradi velikega javnega zanimanja, povpraševanja, odmevnosti, medijske publicitete in poročanja, pozitivnih recenzij in splošnih naklonjenih odzivov javnosti je bila nemudoma razprodana. Sledil je ponatis, v letu 2023 pa še druga (dopolnjena, spremenjena in razširjena) izdaja. Slednja k bogatemu številu tematskih sklopov dodaja številne vizualne, vsebinske, oblikovne in grafične spremembe, novosti in izboljšave. Vizualna notranjost knjige je obogatena z več kot 180 enotami redkega slikovnega gradiva. Avtor z drugo izdajo bralcem še nazorneje razpira najmračnejše poglavje v večstoletni zgodovini zdraviliškega kraja. Monografija je bila predstavljena v najpomembnejših slovenskih institucijah.
Kot avtor razstave "Shtalag XVIII D. 5000 shagov v bessmertiy" je v letu 2024 na posebno povabilo Muzeja zmage v sodelovanju in organizaciji z Mednarodnim raziskovalnim centrom druge svetovne vojne in Univerzo Alma Mater Europaea v Muzeju zmage v Moskvi otvoril in predstavljal svojo razstavo o uničevalnem delovanju nacističnega ujetniškega taborišča Stalag XVIII D (Maribor).

## Priznanja in nagrade
Za izvedbo kompleksne in dolgotrajne raziskave ter opravljeno večletno znanstvenoraziskovalno, izobraževalno, promocijsko in publicistično aktivnost (tematsko in prostorsko vezano na prostor domačega kraja) je za leto 2022 prejel uradno priznanje Občine Rogaška Slatina. Priznanje in zasluge sta mu izročila župan Branko Kidrič in predsednik Republike Slovenije Borut Pahor. S prejetim priznanjem je postal najmlajši prejemnik v zgodovini dodeljevanja občinskih priznanj. Nominiran je bil tudi za osebnost leta 2022 v Rogaški Slatini.

## Izbrana bibliografija

### Monografije in objavljena poglavja
1. Siter, Daniel. Rogaška Slatina pod kljukastim križem: Zdravilišče med okupacijo 1941–1945. 2., dopolnjena in spremenjena izdaja. Ljubljana: Alma Mater Europaea – Fakulteta za humanistični študij, Institutum Studiorum Humanitatis, Ljubljana, 2023. XV, 413 str., ilustr. ISBN 978-961-6192-89-7 (COBISS)
2. Siter, Daniel. Rogaška Slatina pod kljukastim križem: Zdravilišče med okupacijo 1941–1945. Ljubljana: Alma Mater Europaea – Fakulteta za humanistični študij, Institutum Studiorum Humanitatis, Ljubljana, 2021. XXII, 459 str., ilustr. ISBN 978-961-6192-83-5 (COBISS)
3. Siter, Daniel. "Vsakdanje življenje v Rogaški Slatini in bližnji okolici v času nemške okupacije (1941–1945) / Everyday Life in Rogaška Slatina and Nearby Area in the Period of German Occupation (1941–1945)". V: Hellmuth Kramberger, Anja (ur.), Perko, Verena (ur.). Maribor: AMEU – ECM, Alma Mater Press, 2022. Str. 128–147. ISBN 978-961-6966-92-4. https://press.almamater.si/index.php/amp/catalog/view/42/49/120-1 (COBISS)

### Znanstveni in strokovni članki
1. Siter, Daniel. "Življenjske zgodbe slovenskih partizank: primerjalni oris / Life Stories of Slovenian Partisans: a Comparative Outline". Monitor ISH: revija za humanistične in družbene znanosti. [Tiskana izd.]. 2022, 24, [št.] 2, str. 79–123. ISSN 1580-688X. https://www.ish.si/wp-content/uploads/2023/03/AMEU-ISH_Monitor_2-2022_WEB.pdf (COBISS)
2. Siter, Daniel. "Švabsko-nemška kulturna zveza in vloga njenih članov na Slovenskem v letih 1922–1945 / The Swabian-German Cultural Association and the Role of its Members on Slovenian Soil between 1922 and 1945". Kronika: časopis za slovensko krajevno zgodovino. [Tiskana izd.]. 2022, letn. 70, št. 1, str. 141–160, ilustr. ISSN 0023-4923. https://kronika.zzds.si/kronika/article/view/3998/4384 (COBISS)
3. Siter, Daniel. "Raznarodovalna in ponemčevalna nacistična politika v okupirani Rogaški Slatini (1941–1945) / Denationalizing and Germanizing Nazi Policy in Occupied Rogaška Slatina (1941–1945)". Retrospektive: znanstvena revija za zgodovinopisje in sorodna področja. [Tiskana izd.]. 2021, 4, [št.] 1, str. 113–153, ilustr. ISSN 2630-3426. http://retrospektive-journal.org/revija/retrospektive-letnik-iv-stevilka-1/clanek/raznarodovalna-in-ponemcevalna-nacisticna-politika-v-okupirani-rogaski-slatini-1941-1945/ (COBISS)
4. Siter, Daniel, Peter Mikša. "Poveljniška šola SA-Gruppe Südmark v Rogaški Slatini: delovanje in vloga pri vojaškopolitičnem usposabljanju vodstvenega kadra Wehrmannschafta". Prispevki za novejšo zgodovino. [Tiskana izd.]. 2020, letn. 60, št. 1, str. 105–133, ilustr. ISSN 0353-0329. https://ojs.inz.si/pnz/article/view/809/1334 (COBISS)
5. Siter, Daniel. "Reka Sotla kot okupacijska meja med nemškim rajhom in NDH: primer občine Rogaška Slatina". Kronika: časopis za slovensko krajevno zgodovino. [Tiskana izd.]. 2019, letn. 67, št. 1, str. 141–164, ilustr. ISSN 0023-4923. https://kronika.zzds.si/kronika/article/view/370 (COBISS)
6. Siter, Daniel. "Zadnji Hitlerjevi dnevi: minilo je 76 let od smrti Adolfa Hitlerja: analitični prikaz zadnjih dni v bunkerju". Večer v nedeljo. 16. maj 2021, št. 372, str. 12-13, ilustr. ISSN 2350-5699. https://www.vecer.com/vecer-v-nedeljo/zadnji-hitlerjevi-dnevi-10242630 (COBISS)

### Razstave
1. Siter, Daniel. Shtalag XVIII D. 5000 shagov v bessmertiy: razstava v podružnici Muzeja zmage v Krasnogorsku, Moskva april 2024 (COBISS)
2. Siter, Daniel. Iztrgati pozabi: Stalag XVIII-D (306): nacistično taborišče za vojne ujetnike v Mariboru: razstava v prostorih Mednarodnega raziskovalnega centra za drugo svetovno vojno Maribor, 12. 12. 2022 (COBISS)
3. Siter, Daniel. Nacistično taborišče Stalag XVIII-D (306) in njegovi poveljniki: razstava v prostorih Mednarodnega raziskovalnega centra za drugo svetovno vojno Maribor, 6. 5. 2022 (COBISS)
4. Siter, Daniel. Uničevalno delovanje Stalaga XVIII-D (306): razstava v prostorih Mednarodnega raziskovalnega centra za drugo svetovno vojno Maribor, 6. 5. 2022 (COBISS)
5. Siter, Daniel (v soavtorstvu z drugimi avtorji). Rogaška Slatina kot obmejno mesto Tretjega rajha 1941–1945 (COBISS)

### Intervjuji, podkasti in pogovorne oddaje (radio ali TV)
1. Siter, Daniel. "Vzpon Hitlerja, svetovne vojne in zgodovina 20. stoletja", AIDEA podkast, št. epizode 142, 5. 5. 2024. (COBISS)
2. Siter, Daniel (intervjuvanec). "Imajo ga za groteskno figuro, propadleža na ulici, ki tam nekaj kriči brez smisla": ustoličenje Hitlerja: 100 let od münchenskega pivniškega puča: MMC RTV SLO, podkast Dediščina. MMC RTV SLO: prvi multimedijski portal. 9. nov. 2023, ob 12:45, ilustr. ISSN 1581-372X. https://www.rtvslo.si/kultura/dediscina/imajo-ga-za-groteskno-figuro-propadleza-na-ulici-ki-tam-nekaj-krici-brez-smisla/687531 (COBISS)
3. Siter, Daniel (intervjuvanec). "Nacisti v Rogaški Slatini so v vsej svoji blaznosti merili lobanje in nosove": intervju z mladim raziskovalcem Danielom Siterjem ob izidu monografije. MMC RTV SLO: prvi multimedijski portal. 5. mar. 2022. ISSN 1581-372X. https://www.rtvslo.si/kultura/dediscina/nacisti-v-rogaski-slatini-so-v-vsej-svoji-blaznosti-merili-lobanje-in-nosove/614620 (COBISS)
4. Ambrožič, Janja. Ruski muzej v nekdanjem nacističnem taborišču rekonstruira zgodbe sovjetskih ujetnikov: v MRC Maribor predstavili nadaljnja odkritja v zvezi s trpljenjem v nekdanjem taborišču. MMC RTV SLO: prvi multimedijski portal. 12. december 2022. ISSN 1581-372X. https://www.rtvslo.si/kultura/dediscina/ruski-muzej-v-nekdanjem-nacisticnem-taboriscu-rekonstruira-zgodbe-sovjetskih-ujetnikov/650808 (COBISS)
5. Siter, Daniel (intervjuvanec). Muzej sovjetskih vojnih ujetnikov še vedno zaprt za širšo javnost. MMC RTV SLO: prvi multimedijski portal. 11. apr. 2023. ISSN 1581-372X. https://www.rtvslo.si/radio-maribor/muzej-sovjetskih-vojnih-ujetnikov-se-vedno-zaprt-za-sirso-javnost/664469 (COBISS)
6. Strmčnik, Tina (oseba, ki intervjuva), Siter, Daniel (intervjuvanec). "Da se grozodejstva ne bi nikoli ponovila". Novi tednik NT&RC. 10. feb. 2022, leto 77, št. 6, str. 34-35, ilustr. ISSN 0353-734X. https://novitednik.svet24.si/druzba/21-zgoraj-rotator-desno/25889-da-se-grozodejstva-ne-bi-nikoli-ponovila (COBISS)
7. Gregorič, Milan (oseba, ki intervjuva), Siter, Daniel (intervjuvanec). Simbolični poklon vsem žrtvam nacističnega nasilja. Štajerski tednik. 13. maj 2022, letn. 75, št. 36, str. 10, ilustr. ISSN 1581-6257. https://tednik.svet24.si/kultura/28343-ptuj-simbolicni-poklon-vsem-zrtvam-nacisticnega-nasilja (COBISS)
8. Siter, Daniel (intervjuvanec). Nova razstava v Stalagu XVIII D v Melju. Vecer.com. 13. 12. 2022, ilustr. ISSN 1855-8380. https://vecer.com/maribor/aktualno/nova-razstava-v-stalagu-xviii-d-v-melju-10322934 (COBISS)
9. Strniša, Jože (oseba, ki intervjuva), Siter, Daniel (intervjuvanec). "Ljubezen in strast do zgodovine izvirata iz mojega otroštva": Daniel Siter, dobitnik priznanja občine Rogaška Slatina. Rogaške novice. 12. avg. 2022, št. 1342, str. 10-11, ilustr. ISSN 1408-2179 (COBISS)
10. Siter, Daniel (intervjuvanec). V Melju so se spomnili nedolžnih vojnih žrtev med civilnim prebivalstvom. Maribor24.si. 6. 10. 2022, fotogr. https://maribor24.si/lokalno/foto-v-melju-so-se-spomnili-nedolznih-vojnih-zrtev-med-civilnim-prebivalstvom (COBISS)
11. Siter, Daniel (intervjuvanec). Zgodovina ni slaba učiteljica, mi smo slabi učenci. Šentjur: Radio Štajerski val, 2023. 1 spletni vir (1 zvočna datoteka (26 min, 25 sek)). Nedeljska srečanja. https://www.stajerskival.si/sl/news/oddaje/nedeljsko-srecanje-daniel-siter.html (COBISS)
12. Siter, Daniel (intervjuvanec), Korošec, Matej (oseba, ki intervjuva). Konferenca o žrtvah vojn: prispevek v televizijski oddaji Tele M regionalnega programa Televizije Maribor, 7. 10. 2022. https://www.rtvslo.si/rtv365/arhiv/174904416?s=tv (COBISS)
13. Siter, Daniel (intervjuvanec). Rogaška Slatina pod kljukastim križem: prispevek v oddaji Dobro jutro, VTV Velenje, 21. 2. 2022. https://www.facebook.com/vtvstudioslo/videos/4821426534631648 (COBISS)